# تريزة حكم العودات
تريزة حكم هاني العودات م(مواليد 3 ديسمبر 1992) هي لاعبة كرة قدم أردنية مسيحية لعبت مهاجمة في المنتخب الوطني للسيدات الأردني.

## المسيرة الكروية
لعب العودات لنادي عمان في الأردن. 

## المسيرة الدولية
شاركت العودات مع منتخب الأردن على المستوى الأول خلال تصفيات كأس آسيا للسيدات 2014.
- دورة الألعاب الآسيوية 2014

- بطولة غرب آسيا للسيدات 2014

## روابط خارجية
- تريزة حكم العودات  على سكروي